# Painapang
Painapang is een bestuurslaag in het regentschap Flores Timur van de provincie Oost-Nusa Tenggara, Indonesië. Painapang telt 1203 inwoners (volkstelling 2010).